# Johnnie Tang
Johnnie Tang (kínaiul 鄧俊彥, Tang Chun Yin), becenevén Johnnie Banana, egy hongkongi gördeszkás, a hongkongi nemzeti gördeszkás-válogatott tagja 2014 óta.

## Élete
15 éves korában kezdett el gördeszkázni.

## Eredmények
| Verseny                                    | Kategória       | Helyezés |
| ------------------------------------------ | --------------- | -------- |
| 2014 Asian Beach Games                     | Stunt Park      | 1.       |
| 2014 Asian Beach Games                     | Park best trick | 7.       |
| 2014 Asian Beach Games                     | Game of SKATE   | 3.       |
| 11th National Extreme Sports Championships | Stunt Park      | 1.       |
| 2005 Asian Indoor Games                    | Stunt Park      | 10.      |
| 2005 Asian Indoor Games                    | Park best trick | 10.      |